# Collège Bourget
Pour l’article homonyme, voir Bourget.
Le Collège Bourget est un établissement d'enseignement  privé situé à Rigaud en Montérégie au Québec (Canada). L'établissement dispense l'enseignement aux niveaux préscolaire, primaire et secondaire. Le bâtiment est situé sur la montagne de Rigaud en face de la rivière Rigaud.
Le Collège est membre de la Fédération des établissements d'enseignement privés du Québec.

## Histoire
En 1850, le curé Joseph Désautels fonde le Collège Bourget sur la recommandation de l'archevêque de Montréal, Ignace Bourget. Le 12 novembre de cette année, trois religieux Clercs de Saint-Viateur s’installent à Rigaud pour dispenser, dans un cadre modeste, l'enseignement aux premiers élèves. L'aréna y est ajouté en 1963 alors que le gymnase et la piscine sont construits en 1973.

## Enseignement et services
De par son histoire comme institution religieuse catholique, la dimension spirituelle demeure au cœur du projet éducatif. Le projet éducatif de l'institution s'articule autour de cinq valeurs : l'importance de la langue française, l'éveil aux arts et à la culture, le développement de l'esprit scientifique, l'ouverture sur le monde, l'éducation physique et la santé. La langue d'enseignement est le français avec cours d'anglais, espagnol et mandarin comme langues secondes. Le Collège est membre des écoles associées de l'UNESCO. L'institution offre le service de résidence pour les élèves de niveau secondaire. Une capacité de 200 lits est disponible. Les clercs de Saint-Viateur résident toujours au Collège Bourget.

## Bâtiments et transport scolaire

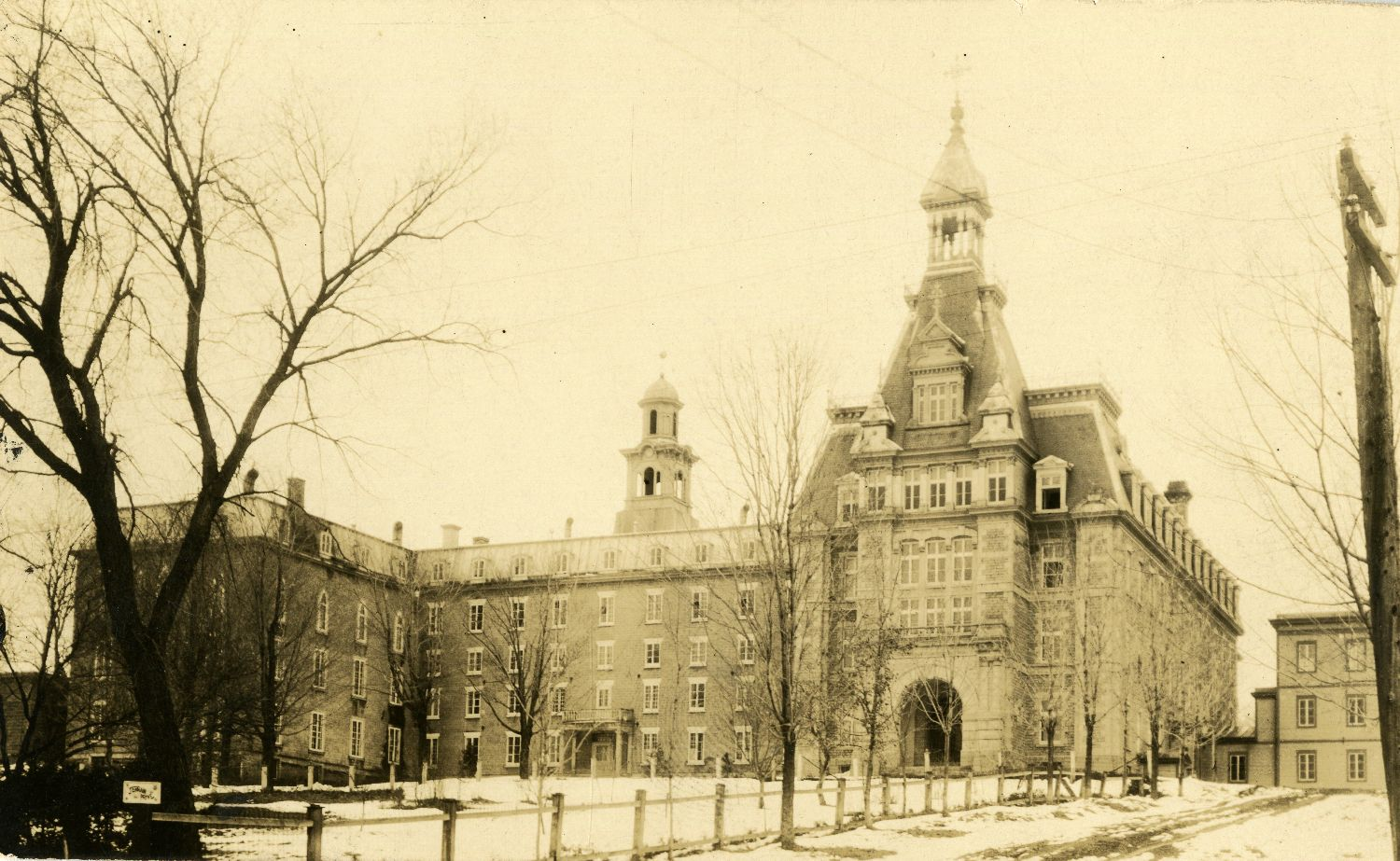
Le collège en 1920

Le collège comporte plusieurs pavillons. Le pavillon principal comprend les bureaux de direction, les classes de primaire et de premier cycle du secondaire ainsi que les dortoirs et chambres pour filles. Il partage avec les bâtiments adjacents l'infirmerie et la cafétéria. L'édifice Querbes inclut les classes de deuxième cycle de secondaire de même que les dortoirs et chambres pour garçons. Le pavillon des sports inclut trois gymnases, un aréna, une salle d'exercice physique, un mur d'escalade et une piscine semi-olympique. Le campus comprend également des installations sportives à l'extérieur dont des terrains de baseball, des terrains de jeux, un terrain de football, deux terrains de soccer et deux courts de tennis.
Comme la très grande partie des élèves sont de l'extérieur de Rigaud, une vingtaine d'autobus assurent les déplacements des élèves externes le matin et l'après-midi. À ceux-ci s'ajoutent d'autres autobus permettant aux élèves en résidence de retourner dans leur famille les fins de semaine dans le sud du Québec et l'Est de l'Ontario.

## Activités et équipes
Le collège Bourget est reconnu pour l'activité sportive. Elle compte plusieurs équipes de compétition scolaire, notamment les Voltigeurs (football). En 2025, l'école compte plus de 1300 athlètes féminins et masculins.

## Abus sexuels
Le prêtre Jean Pilon, membre des Clercs de Saint-Viateur, est condamné à trois ans et demi de prison en juillet 2021 à Salaberry-de-Valleyfield après avoir avoué des agressions sexuelles envers 12 enfants. Les faits se sont déroulés de 1982 à 1990 au sein du collège Bourget,.

## Personnalités
- Ignace Bourget (1799-1885), archevêque de Montréal, promoteur du Collège Bourget
- Jean Baptiste Mongenais (1803-1887), député fédéral de Vaudreuil, il participe à la création de la fondation du collège
- Joseph Tassé (1848-1895), écrivain, député fédéral de la Cité d'Ottawa et sénateur québécois pour la division De Salaberry
- Hormisdas Pilon (1857-1937), député provincial de Vaudreuil
- Edmond Proulx (en) (1875-1956), député de Prescott (Ontario)
- Joseph Thauvette (1876-1955), député fédéral de Vaudreuil-Soulanges
- Gustave Évanturel (en) (1879-1934), député de Prescott
- Alphide Sabourin (1886-1957), député provincial de Vaudreuil
- Camille Ducharme (1909-1984), comédien
- Jean-Jacques Bertrand (1916-1973), premier ministre du Québec
- Marcel Trudel (1917-2011), historien et enseignant au Collège Bourget
- André Déom (1929-1993), député provincial de Laporte
- Bruno Laplante (1938-), chanteur lyrique
- Ronald Thibert (1942-2016), sculpteur et professeur d'art
- Michel Bissonnet (1942-) (promotion 1960), ancien président de l'Assemblée nationale du Québec et maire de Saint-Léonard (Montréal)
- Bruno Roy (1943-2010), écrivain et porte-parole des orphelins de Duplessis
- Stéphane-Albert Boulais (1949-), professeur de cinéma et poète[7]
- Jacques Martin (1952-), entraîneur de la Ligue nationale de hockey[8]
- Pierre Boivin (1953-) (promotion 1969), président du Club de hockey des Canadiens de Montréal
- Gildor Roy (1960-) (promotion 1976), chanteur country, acteur et animateur
- Patrick Drolet (promotion 1992), acteur